# Kloster Kimbarowka
Das Kloster Kimbarowka (Vallis umbrosa; Ciemna dolina) war ein im Jahr 1711 von Kloster Vistychy (polnisch: Wistycze) bei Brest gegründetes Zisterzienserpriorat im Gemeindeteil Kimbarowka am Prypjat der Stadt Masyr in Belarus.

## Geschichte
Das von dem Kiever Mundschenk Sigismund Szukszta gestiftete Kloster, das von den polnischen Ständen im Jahr 1717 anerkannt wurde und über sein Gründerkloster und Kloster Wąchock der Filiation der Primarabtei Morimond zugerechnet wird, wurde vom Generalkapitel 1758 den Klöstern Oliva und Pelplin unterstellt. Im Jahr 1743 wurde in Kimbarowka auch das dem Zisterzienserorden zugehörige Nonnenkloster Kloster Vallis angelica (Anielska dolina) gegründet. Kloster Kimbarowka schloss sich mit den beiden anderen Zisterzienserklöstern und den Benediktinerklöstern im damaligen, russisch gewordenen Litauen zu einer besonderen Kongregation zusammen, der 1811 auch ein Kamaldulenserkloster und später ein Kartäuserkloster anschlossen. Das Kloster bestand bis zum Jahr 1842, die Mönche verließen es aber erst im Jahr 1864, als sie in das Benediktinerkloster in Horodyszcze übersiedelten, während der Prior und sieben weitere Mönche an den Amur verbannt wurden. Im Zweiten Weltkrieg wurden eine Schule und ein Internat eingerichtet. 1990 wurde die Kirche dem römisch-katholischen Kultus zurückgegeben.

## Anlage und Bauten
Die barocke Klosteranlage wurde 1711 errichtet. Die um 1745 errichtete einschiffige, Mariä Himmelfahrt geweihte Kirche mit hohem Dach und pilastergeschmückter Fassade mit Kapitellen und einem profilierten Gesims wurde unter den Königen August II. und August III. reich ausgestattet. Das aus Stein errichtete Kloster besaß im Erdgeschoss die Sakristei, den Kapitelsaal, das Refektorium, Räume für die Novizen sowie fünf Mönchszellen, im Obergeschoss befanden sich die Räume des Priors, die Bibliothek mit 850 Werken sowie weitere Zellen. Zum Kloster gehörte auch ein Wirtschaftsgebäude.